# OFK Petrovac
O OFK Petrovac é um clube de futebol montenegrino, com sede na cidade de Petrovac. O seu atual presidente chama-se Jovo Zenović. A equipa disputa os seus jogos caseiros no Pod Malim Brdom Stadium em Petrovac.